# Коронавірусна хвороба 2019 у Гаїті
Епідемія коронавірусної хвороби 2019 у Гаїті — це поширення пандемії коронавірусної хвороби 2019 на територію Гаїті. Перший випадок хвороби на острові зареєстровано 19 березня 2020 року в столиці країни Порт-о-Пренс. Станом на 14 вересня 2021 року в країні було 21178 підтверджених випадків хвороби, 1184 активних випадків, близько 32 тисяч підозрілих випадків, 591 смерть і 8657 одужань. Згідно з даними дослідження, проведеного в 2019 році, в Гаїті було лише 124 ліжка у відділеннях інтенсивної терапії, та 64 апарати штучної вентиляції легень. У Гаїті введено 50624 дози вакцини проти COVID-19.

## Хронологія

### Березень
16 березня опівночі за місцевим часом прем'єр-міністр Гаїті Жозеф Жут оголосив про призупинення на два тижні авіасполучення з Європою, Канадою, Домініканською Республікою та Латинською Америкою.
19 березня підтверджено перші два випадки коронавірусної хвороби в країні.

### Квітень
5 квітня у країні зареєстровано першу смерть від коронавірусної хвороби.
9 квітня рада виконавчих директорів Світового банку затвердила грант у розмірі 20 мільйонів доларів США на боротьбу з поширенням коронавірусної хвороби в Гаїті.
12 квітня інтернет-видання «The Intercept» опублікувало статтю, в якій сказано, що уряд Гаїті закрив школи та більшість заводів, та закликає населення країни дотримуватися соціального дистанціювання.
15 квітня 2020 року прем'єр-міністр Гаїті Жозеф Жут повідомив, що Гаїті відкриє текстильні фабрики наступного понеділка, 20 квітня. На текстильну промисловість припадає 90 % експорту Гаїті, а галузь відновить об'єм роботи на 30 %, щоб забезпечити соціальне дистанціювання на робочому місці. Газета «Miami Herald» писала, що заява прем'єр-міністра «здається протилежним тому, що радять регіональні експерти з питань охорони здоров'я країнам регіону», відзначаючи, що директор Панамериканської організації охорони здоров'я Карісса Етьєн зазначала, що «соціальне дистанціювання залишається нашим найкращим вибором для зменшення передачі та уповільнення поширення вірусу», і заявила, що «COVID-19 ще не вдарив з повною силою в нашому регіоні, особливо в Латинській Америці та Карибському басейні, і ми очікуємо, що його виявлення посилиться протягом найближчих кількох тижнів», і що «зростання кількості госпіталізацій та смертності, яке ми спостерігаємо в деяких країнах, підкреслює, як швидко ситуація може змінитися».

### Травень-червень
5 травня директор Панамериканської організації охорони здоров'я Карісса Етьєн висловила свої занепокоєння щодо ситуації в Гаїті. У країні зареєстровано 17 тисяч репатріантів, і, як очікується, ця кількість мала зрости до 55 тисяч. Етьєн назвав цю ситуацію «наближенням ідеального шторму».
8 травня спеціальна дорадча група з питань Гаїті Економічної та Соціальної Ради ООН висловила занепокоєння тим, що у випадку відсутності запровадження адекватних заходів, надзвичайна ситуація з охороною здоров'я у зв'язку з епідемією коронавірусної хвороби та її соціально-економічний вплив можуть призвести до гуманітарної катастрофи, що загрожує руйнуванням важко здобутого розвитку економіки країни та досягнень безпеки, які досягнуті за останні півтора десятиліття на Гаїті.
Близько третини гаїтян практикують вуду, і з огляду на дефіцит медичних закладів, до кінця травня гаїтянська церква вуду визначила 1000 храмів вуду з наявним простором, який можна було використати для ізоляції до 15 хворих коронавірусною хворобою в кожному. Агентство «Reuters» процитувала жрицю воду (мамбо) Ламерсі Чарльз, яка заявила: «ми живемо в країні, де система охорони здоров'я не здатна відповісти на виклик пандемії, тому натомість ми покладаємось на природні засоби … Я вважаю свою храм клінікою».
4 червня організація «Лікарі без кордонів» висловили занепокоєність з приводу того, що кількість випадків коронавірусної хвороби в Гаїті швидко зросла менш ніж за місяць зі 100 випадків до понад 2600 випадків та 50 смертей.

### 2021 рік
7 липня 2021 року президента Гаїті Жовенеля Моїза було вбито, внаслідок чого в Гаїті встановилась нестабільна політична система під час пандемії COVID-19. Перші дози вакцини проти COVID-19 були доставлені в країну 13 липня 2021 року. Гаїтянам надали 500 тисяч доз вакцини.
14 серпня 2021 року на Гаїті стався землетрус магнітудою 7,2 бали. Стихійне лихо порушило проведення заходів проти COVID-19 і проведення вакцинації.
Станом на 17 вересня 2021 року лише 0,16 % гаїтян були повністю вакциновані проти COVID-19, а 0,21 % отримали принаймні одну дозу. Щеплення проводили також громадські організації, які допомагали у ліквідації наслідків землетрусу.

## Аналізи та коментарі
Журнал «CounterPunch» 1 квітня написав:

Хоча ресурси Гаїті обмежені, заходи уряду повинна передбачати економічну допомогу для населення, особливо для вуличних торговців, простих робітників та власників малого бізнесу, багато з яких заробляють на життя неофіційними заробітками. Проте уряд досі покладався лише на грошово-кредитну політику — збільшуючи доступ до кредитів через центральний банк та полегшуючи графіки виплат. Однак це, ймовірно, матиме лише обмежений вплив на переважну більшість гаїтян. Навряд чи уряд матиме фінансові ресурси для належної підтримки населення протягом усього періоду епідемії без більшої міжнародної допомоги. Вже розпочалось підвищення цін, що напружує і без того бідне населення. Частково це пов'язано з тим, що продовольчі товари в Гаїті переважно є імпортованими, і їх кількість, імовірно, зменшаться унаслідок поточної ситуації. Незважаючи на те, що уряд оголосив про заходи щодо забезпечення розподілу продуктів харчування, він повинен зробити пріоритетом захист споживачів від стрибків цін. Це також представляє можливість інвестувати в сільськогосподарський сектор та розширювати його, що може забезпечити стабільність фермерам та продавцям та збільшити національне виробництво. Обов'язково слід визнати, що нездатність держави Гаїті адекватно реагувати на кризу пов'язана зі спадщиною іноземного панування, окупації та експлуатації, а також із десятиліттями політики зовнішньої допомоги, яка погіршила спроможність держави. Тим не менш, стає все більш очевидним, як і під час землетрусу 2010 року, що уряд Гаїті не зможе адекватно реагувати на поточну кризу без посиленої підтримки з боку міжнародного співтовариства.
Оригінальний текст (англ.)
Although Haiti's resources are limited, the government response needs to incorporate economic relief for the population, especially for street vendors, factory workers, and small business owners, many of whom rely on the informal economy to make a living. The government, however, has thus far relied on monetary policy ― increasing access to credit through the central bank and relaxing repayment schedules. This, however, is likely to have only a limited impact for the vast majority of Haitians. Without greater international assistance, it is unlikely the government will have the fiscal resources available to properly support the population throughout the crisis. Price gouging has already started, putting a strain on an already fragile population. This is partly due to the fact that the Haitian food supply depends largely on imports, which are likely to decline during the current situation. While the government has announced measures to ensure food distribution, it must make a priority of protecting consumers from price spikes. This also presents an opportunity to invest in and expand the agricultural sector, which could provide stability for farmers and sellers, and increase national production. It is imperative to recognize that the Haitian state’s inability to adequately respond to the crisis is tied to a legacy of foreign domination, occupation, and exploitation, and to decades of foreign aid policies that have eroded the state’s capacity. Nevertheless, it is increasingly clear, as with the 2010 earthquake, that the Haitian government will not be able to adequately respond to the current crisis without increased support from the international community.

Річард Фречетт, 67-річний лікар і римо-католицький священник із США, який працює на Гаїті, заявив у статті, опублікованій 9 квітня 2020 року, що:

Моя сестра в Сполучених Штатах, влаштувавшись у своєму помешканні, щовечора насолоджується рибою-меч і лососем і грає в скреббл. Але тут хтось, хто повинен прихиститися в місці, де немає шансів вийти на вулицю і метушитися, щоб заробити грошей на сьогоднішній день, означає, що сьогодні ввечері вони будуть сидіти самі, голодні зі своїми дітьми завтра …. щодня з порожнім ротом. Саме це ускладнює застосування заходів.
Оригінальний текст (англ.)
My sister in the United States, sheltering in her place, is enjoying swordfish and salmon every night and playing scrabble. But for here, somebody having to shelter in a place with no chance to go on the streets and hustle to make enough money to live for today, means that tonight they are going to be sitting on their own, hungry with their children and worried about tomorrow.... hand to mouth every day. That's what makes the measures difficult to apply.